# Manuel Muiño Arroyo
Manuel Muiño Arroyo (Madrid, 27 september 1897 - aldaar, 26 april 1977) was een Spaans vakbondsleider van de UGT.

## Levensloop
Muiño Arroyo werd werkzaam op 8-jarige leeftijd als leerling boekbinder. 
Hij was algemeen secretaris van de UGT van 1968 tot 1976. Hieraan voorafgaand was hij secretaris van de 'Unie van de bouw'. Hij verwierf bekendheid met het plaatsen van een bliksemafleider op het 'Telefónica'-gebouw te Madrid in 1927. Op het XVIIe UGT-congres sprak hij als plaatsvervangend uitvoerend algemeen secretaris. 
Hij leidde de vakbond sinds 1944, in 1968 werd hij officiële aangesteld als algemeen secretaris. Hij verbleef in ballingschap van 1944 tot 1976. In 1976 trad hij terug wegens ziekte. Hij werd opgevolgd door zijn voormalig politiek secretaris Nicolás Redondo.
In Madrid is een straat naar hem vernoemd, met name de 'Calle de Manuel Muiño Arroyo'.